# 설미수
설미수(偰眉壽, 1359년 ~ 1415년 4월 13일(음력 3월 4일))는 고려 말 조선 초의 문신이다. 본관은 경주(慶州). 자는 천용(天用), 시호는 공후(恭厚)이다.

## 생애
원(元)나라 고창(高昌) 사람인데, 숭문감 승(崇文監丞) 백료손(伯僚遜)의 아들이다. 어머니 조씨(趙氏)는 성격이 엄하여 그를 가르치는데 법도가 있었다.
1376년(우왕 2) 18세에 문과에 합격하여 고려에서 중외(中外) 관직을 두루 역임하고, 1403년(태종 3) 공조전서(工曹典書)로 명나라 조정(朝廷)에서 무역해 가는 마적(馬籍)을 가지고 경사(京師)로 나아가 상주(上奏)하여 수(數) 안에서 줄어든 말 22필을 면제받았다.
설미수는 중국어에 능통하여 1403년에는 계품사(啓稟使)로, 1406년에는 성절사로, 1407년에는 천추사로 명나라에 다녀오고, 이어 사은사로 두 차례, 전후 다섯번에 걸쳐 명나라에 다녀왔으며, 조공하는 금(金)·은(銀)을 면제해 주도록 청하였다.
1407년 판한성부사(判漢城府事)로 표문(表文)을 받들고 경사(京師)로 나아가 감로(甘露)와 예천(醴泉)을 하례하고, 이어서 상주하여 기취실가(起取失加)의 소관(所管)인 찰한실라불화(察罕失剌不花)의 12호 인구를 면제받았다. 때마침 황후가 붕서(崩逝)하자 예부(禮部)에 품고(稟告)하여 최질(衰絰)로 들어가 곡(哭)하니, 황제가, "예의를 지키는 나라이므로 다른 번방(藩邦)과 다르다." 하고 칭찬하고 깊이 탄상(嘆賞)하여 사여(賜與)함이 더욱 두터웠다. 돌아와서 지의정부사(知議政府事)에 임명되었다.
1407년 참지의정부사로 재직 중 둔전제(屯田制)의 실시를 건의하여 실행하게 하였고, 호조판서와 공조판서를 거쳐, 1410년 예조판서, 1411년 검교판한성부사(檢校判漢城府事)가 되었으며, 1414년 다시 예조판서를 거쳐 검교우참찬(檢校右參贊)에 이르렀다.
설미수(偰眉壽)는 효도와 우애에 공근(恭謹)하였다. 네 명의 형이 먼저 죽자 어린 조카들을 돌보아 길렀다. 중형(仲兄) 설연수(偰延壽)는 사자(嗣子)가 없었으나, 시비(侍婢)에게 한 여식(女息)이 있었는데, 척혼(戚混)이었다. 형수는 설미수에게 예속시키니, 형수(兄嫂)에게 고하고 양민(良民)이 되게 허락하여, 데리고 양육하면서 치장해서 시집보냈다. 그가 정부(政府)에 있을 때 관대(寬大)함을 힘써 숭상하고 분경(紛更)을 좋아하지 아니하여 가는 곳마다 위엄과 은혜가 아울러 이루어졌다. 외아들은 설유(偰猷)다. 장유는 설유의 7세손인 설거(偰擧)가 오늘날 과천시 북쪽 마을에 살았다고 적었다.
1415년 졸(卒)하자 철조(輟朝)하고 사제(賜祭)하고 치부(致賻)하였다. 시호는 공후(恭厚)이다.